# Blót
Il Blót era un sacrificio pagano dei popoli del Nord Europa alle divinità scandinave e agli elfi. Questo termine è connesso all'inglese bless (benedire).

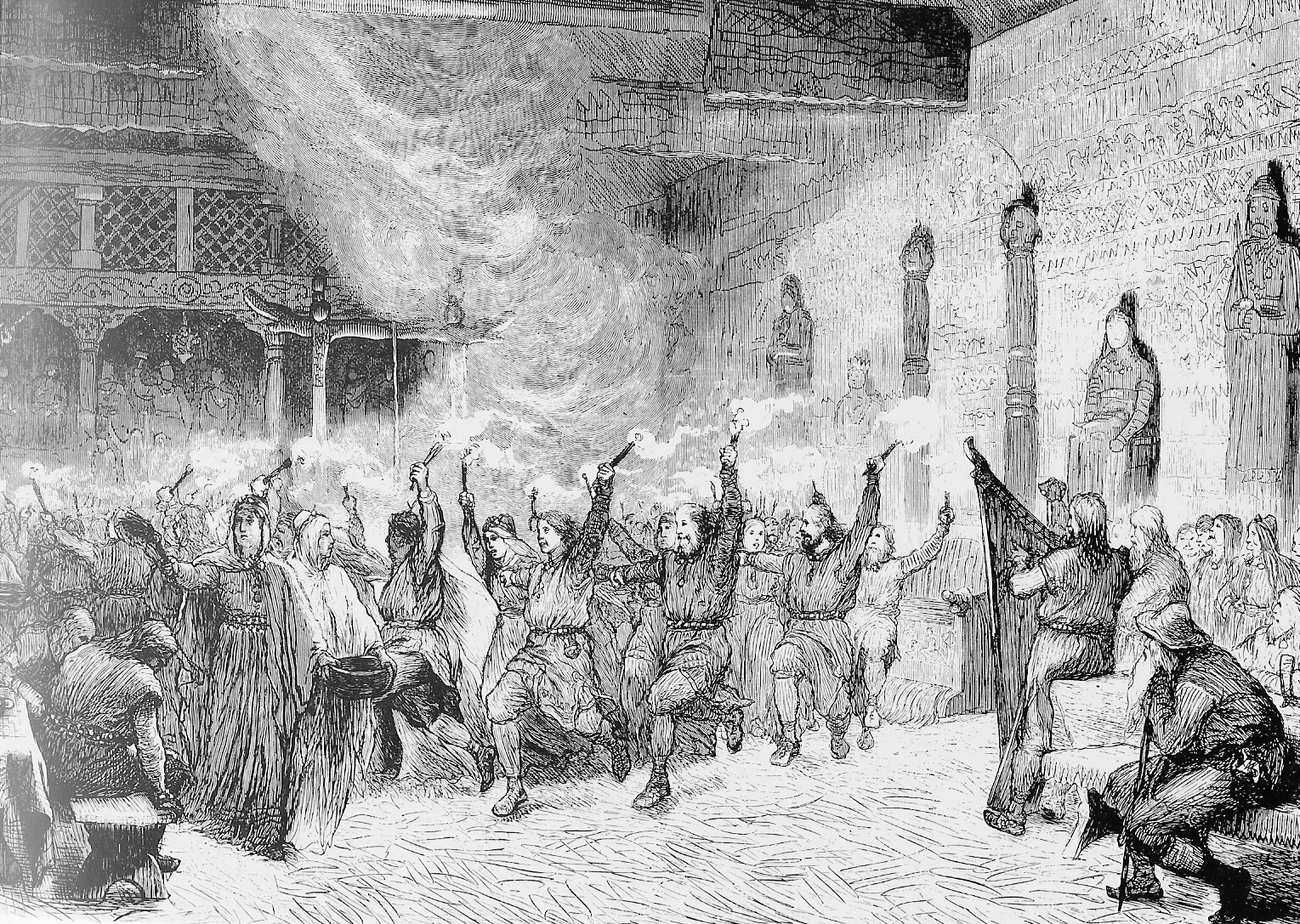
Il Dísablót, August Malmström.

## Etimologia
Il termine blót è un sostantivo neutro norreno (genitivo di blóts). Esso corrisponde al sostantivo neutro anglosassone (genitivo di blōtes), che probabilmente è stato influenzato dal norreno; nell'antico vangelo anglosassone contiene il prefisso ge-blōt ("sacrificio").
La forma proto-germanica ricostruita del sostantivo è blōtą (sacrificio, culto). Collegato a questa parola, è il verbo proto-germanico blōtaną, con discendenza del gotico 𐌱𐌻𐍉𐍄𐌰𐌽, dal norreno blōtan, dall'anglosassone e dell'antica lingua tedesca bluozan, che significa letteralmente "sacrificio, offerta o culto".
La parola appare anche in un attestato composto: dell'norreno come blót-hús, (casa del culto) mentre dell'antica lingua tedesca come bluoz-hūz (tempio). Con un diverso nominativo affisso, la stessa radice si trova nel nome proto-germanico blōstrą (sacrificio), testimoniato nel gotico 𐌱𐌻𐍉𐍃𐍄𐍂 che significa (adoratore di Dio). Si pensa che la radice sia collegata al verbo proto-germanico blōaną (soffiare, fiorire, sbocciare), come per le parole inglesi "blood" (dall'proto-germanico blōþą) e "bloom" (dall'proto-germanico blōmô).
Sophus Bugge (filologo e linguista norvegese) è stato il primo a suggerire una connessione tra blót e flădmen (dall'latino flamen) entrambe le parole risalgono alla radice protoindoeuropea bhlād (che significa: borbottare, mormorio, chiacchiere).

## Riti e credenze
Il verbo blóta significa "rafforzare", e l'intenzione era proprio quella di apportare maggior potere agli dei e agli Elfi tramite il rituale. La simbologia più potente era il sacrificio di oggetti o esseri viventi, di solito animali, in particolare maiali e cavalli. La carne veniva bollita in una larga pentola con pietre riscaldate, poste dentro o al di fuori. Si riteneva che il sangue contenesse poteri speciali e veniva asperso sulle statue degli dei, sui muri e sugli stessi partecipanti.
Era un momento sacro, quando la gente si riuniva intorno al calderone fumante per banchettare e condividere il pasto con gli dei e gli Elfi. La bevanda che veniva fatta bere era benedetta e consacrata, passata da partecipante a partecipante. Di solito si trattava di birra o bevande a base d'erbe, ma se si era tra nobili poteva addirittura essere importato del vino.
Il goði, ovvero il sacerdote addetto a officiare il sacrificio, offriva la bevanda a Freyja se era un blót di primavera o autunno, o a Odino se era un blót d'estate. Poi bevevano in nome degli antenati defunti, che potevano aver preso parte nel blót. Quando infine erano ubriachi, i partecipanti credevano di percepire il potere degli dei.
L'antica preghiera era til árs ok friðar, "per un anno fausto e pacifico" chiedevano fertilità, buona salute, una vita serena, di pace e armonia tra il popolo e gli dei.

## Giorni dei blót
Il blót d'autunno cadeva a metà ottobre, il grande blót di mezzo inverno, anche detto Yule, al solstizio d'inverno. L'oscura stagione invernale era un duro periodo per i popoli scandinavi e per questo sono stati predisposti degli atti simbolici speciali per aiutare la natura a passare la fase più critica. Freyja era la divinità più importante nei blót di autunno e d'inverno, tanto che il prosciutto di Natale (il maiale era per Freyr) è tuttora la portata principale del Natale scandinavo. Il blót estivo veniva svolto in aprile e durante l'equinozio di primavera, dedicato entrambe le volte a Odino. Poi, si beveva in onore delle vittorie conseguite sui campi di battaglia e il blót segnava il giorno di partenza per le spedizioni vichinghe e per le guerre.

## Luoghi
Una struttura dove avveniva il blót veniva chiamata hov (si confronti con il termine tedesco hof) e ancora oggi molti luoghi derivano il loro nome da questa parola, ad esempio Scania, Götaland occidentale e Götaland orientale. Molte chiese vennero edificate al di sopra degli hov e gli scavi nei livelli medievali di Mære nel Trøndelag e nella vecchia Uppsala lo confermano.
C'erano anche altri luoghi consacrati chiamati Horgr che significa "tumulo" o "montagna", Ve ovvero "luogo sacro", Lund il "bosco sacro" e Haug. Le leggi cristiane proibirono l'adorazione degli Horgr e conseguentemente i tumuli degli antichi.

### Uppsala, Svezia
Lo storico tedesco Adamo di Brema descrisse quello che avveniva nel tempio nell'antica Uppsala in Svezia, nel 1070 circa:
(Adamo di Brema - Gesta Hammaburgensis Ecclesiae Pontificum XXVI)
Ogni nove anni avveniva il blót, un rituale comune a tutti in Svezia. Sacrificavano nove maschi per ogni specie, anche uomini (per un totale di 72 defunti), e i corpi venivano appesi ai rami del sacro bosco, presso il tempio. Nessuno era esentato da questo rituale e chiunque mandava doni al santuario, anche il sovrano. Coloro che erano cristiani dovettero pagare un pegno per non aver preso parte ai blót, qualcosa che Adam von Bremen considerò una punizione molto dura.
È possibile che l'ultimo blot con cadenza di ogni nove anni avvenne nel 1078. Il tempio di Uppsala fu probabilmente distrutto dal re Ingold I nel 1087. A dire il vero già da un po' di tempo perdurava una guerra civile che aveva luogo ogni nove anni tra pagani e cristiani, e questo fu l'anno dell'ultima battaglia.
Secondo Snorri Sturluson, il blót principale si svolgeva al tempio di Uppsala nel mese di febbraio, il Dísablót, durante il quale si offrivano sacrifici per augurare la pace e le vittorie del re. Inoltre dava modo di sapere quanto sarebbe stato denso il raccolto dell'anno. 
Poi il "Re di tutti gli svedesi" veniva incoronato e si celebrava l'allegro festeggiamento, il Disting. Il Disting sopravvisse anche al cristianesimo e la tradizione non fu mai interrotta. La festa è ancor oggi tenuta ogni febbraio a Uppsala, anche se il giorno è stato spostato diverse volte. Nel 1968, la tradizione di discutere su argomenti ufficiali fu ripristinata.
Nell'anno del 2000, il blót fu di nuovo celebrato nella vecchia Uppsala dopo più di 900 anni, dallo svedese Asatrúar.

### Lejre, Danimarca
Lo storico tedesco Tietmaro di Merseburgo scrisse che i Daner ebbero il loro centro di culto a Lejre nell'isola di Selandia, dove si riunivano ogni nove anni e sacrificavano 99 persone, ma anche cavalli, cani e pollame. A ogni modo non ci sono documentazioni materiali archeologiche che lo confermino.

### Mære, Norvegia
Snorri Sturluson narra di un incontro tra i contadini di Trøndelag e il re Haakon I di Norvegia, incontro che ebbe fine in una faida religiosa a causa del blót. Haakon era cresciuto nella cristiana corte d'Inghilterra e, fatto ritorno per reclamare l'eredità al trono del padre Harald Fairhair (l'unificatore della Norvegia), si dimostrò intenzionato a cristianizzare le sue terre. Nonostante il fatto che gli stessi contadini avevano eletto Haakon come re al Ting, si opposero alle sue idee religiose.
Il re dovette venirne a capo, e durante il grande blot che fu tenuto, bevette l'infuso d'erbe precedentemente offerte e consacrate a Odino, Njörðr e Freyja. I contadini vollero inoltre che si cibasse anche della carne, ma il sovrano si limitò a guardare l'interno del calderone tenendo un panno tra la sua bocca e la carne. Il popolo non fu soddisfatto di un re che non partecipasse attivamente all'intero rituale del blót. Il re a ogni modo si sentì molto umiliato e in seguito si convertì all'antica fede. La tradizione narra che venne sepolto secondo le antiche usanze.

## Il blót degli elfi
Il "blót degli elfi" era un piccolo rituale, celebrato nell'abitazione ed eseguito dalla sua padrona. Non ne sappiamo molto, poiché era celato sotto segreto e gli stranieri non erano ben accolti durante i rituali. A ogni modo, poiché gli Elfi rappresentavano il potere più intimamente connesso con gli antenati, possiamo pensare che questo culto avesse a che fare con loro e con l'attuale famiglia.
Sigvat, lo skald di Olaf II di Norvegia riportò un evento connesso a questo blót. Una volta Sigvat e i suoi uomini arrivarono nei pressi di una fattoria nel Vermland a tarda notte. Erano tranquilli e sicuri di poter attendersi una giusta accoglienza in accordo con le leggi di ospitalità del luogo. Invece furono scacciati e non gli venne offerto né cibo né ristoro. La padrona di casa disse che stavano celebrando un Elfen blót e che gli stranieri non erano benvenuti, specialmente i cristiani.

## IlVölse blót
Il Völse era il pene dello stallone, e i rituali che erano svolti attorno a esso sono descritti nel Flateyjarbók. Veniva preso in autunno durante la macellazione dei cavalli, e si tramanda che la signora della fattoria lo considerasse il suo dio, e lo serbasse in una scatola con linnen e cipolle. Verso sera tutti si riunivano nella struttura principale. Anche i fattori e le figlie e i figli dei contadini prendevano parte al sacro rito. La signora della casa mostrava il pene nella scatola offrendogli una preghiera e lo passava di persona in persona. Ognuno lo accoglieva con la frase rituale "possa Mornir ricevere il sacro sacrificio". Il singolare termine "Mornir" potrebbe interpretarsi con il significato femminile di Jǫtunn, e allora il rito potrebbe rappresentare il matrimonio tra il Völse e la femmina Jötunn, (per esempio Freyja e Gerðr). È comunque lampante che riguardasse la fertilità e che persino i giganti venivano adulati con speciali rituali.

## L'ultimo blót tradizionale
Nella foresta di Tiveden, in Svezia, una tradizione locale conserva un poema che descrive quel che sembra avvenne nell'ultimo blót tradizionale nella montagna di Trollkyrka, nel XIX secolo. Inoltre mostra come i contadini dell'area ancora sapessero come attuare il suddetto rito.
versi 12-18:
det är gammal sed.

Offer till andarna skänkes,

med blodet sig alla bestänkes.

Det bästa till andar föräras,

det som blir över skall av männen förtäras.»
questa era l'antica usanza.

Un sacrificio è offerto agli spiriti,

ognuno era asperso con del sangue.

La parte migliore è donata agli spiriti,

quel che rimane deve essere consumato dagli uomini.»
Si noti che il sangue è asperso sui partecipanti e la parte migliore viene data agli "spiriti" e il resto ai partecipanti stessi. La notizia dell'uso dei nove tipi di legno per accendere il fuoco si trova solo in questo poema, ma si ricollega molto bene al significato del numero "nove" nella mitologia nordica, e potrebbe anche essere stato semplicemente ripreso da fonti medievali.